# João Peixoto
João Peixoto Alves (Soutelo, Vila Verde, 23 de mayo de 1941) fue un ciclista portugués que corrió profesionalmente entre 1962 y 1972. En su palmarés destaca los buenos papeles a la Vuelta en Portugal especialmente con el triunfo de 1965.

## Palmarés
- 1962
  - Vencedor de una etapa en la Vuelta a Portugal
- 1963
  - Vencedor de 2 etapas en la Vuelta a Portugal
- 1965
  - 1º en la Vuelta a Portugal y vencedor de una etapa
- 1966
  - Vencedor de 2 etapas a la Vuelta a Portugal

### Resultados a la Vuelta a España
- 1962. Abandona
- 1963. 50.º de la clasificación general
- 1965. Abandona